# كفرود
كفرود هي قرية في مقاطعة أصفهان، إيران. عدد سكان هذه القرية هو 1,546 في سنة 2006.